# Rally de Azores de 2012
El Rally de Azores de 2012, oficialmente 47. SATA Rallye Açores 2012, fue la 47.ª edición y la primera ronda de la temporada 2012 del Intercontinental Rally Challenge. También fue puntuable para la Copa de Europa de Rally, el Campeonato de Portugal de Rally y el Campeonato de Azores. Se celebró entre el 23 y el 25 de febrero y contó con un itinerario inicial de catorce tramos sobre tierra que sumaban un total de 177,56 km cronometrados de los que se finalmente se completaron solo trece.
El ganador fue el noruego Andreas Mikkelsen que lograba su primera victoria en la prueba, segundo fue el finés Juho Hänninen que pilotaba al igual que el ganador un Škoda Fabia S2000 y tercero el francés Bryan Bouffier a los mandos de un Peugeot 207 S2000.

## Clasificación final
| Pos. | Piloto               | Copiloto          | Automóvil                | Tiempo    | Diferencia | Puntos |
| ---- | -------------------- | ----------------- | ------------------------ | --------- | ---------- | ------ |
| 1.   | Andreas Mikkelsen    | Ola Fløene        | Škoda Fabia S2000        | 2:12:43.2 | 0.0        |        |
| 2.   | Juho Hänninen        | Mikko Markkula    | Škoda Fabia S2000        | 2:13:08.3 | +25.1      |        |
| 3.   | Bryan Bouffier       | Xavier Panseri    | Peugeot 207 S2000        | 2:14:48.0 | +2:04.8    |        |
| 4.   | Sepp Wiegand         | Timo Gottschalk   | Škoda Fabia S2000        | 2:18:03.5 | +5:20.3    |        |
| 5.   | Hermann Gassner, jr. | Klaus Wicha       | Škoda Fabia S2000        | 2:19:07.1 | +6:23.9    |        |
| 6.   | Ricardo Moura        | Sancho Eiró       | Mitsubishi Lancer Evo IX | 2:21:26.7 | +8:43.5    |        |
| 7.   | Oleksandr Saliuk jr. | Pavlo Cherepin    | Ford Fiesta S2000        | 2:23:11.3 | +10:28.1   |        |
| 8.   | Sergio Silva         | Fernando Nunes    | Subaru Impreza STi N11   | 2:28:43.3 | +16:00.1   |        |
| 9.   | Ruben Rodrigues      | Estevão Rodrigues | Mitsubishi Lancer Evo IX | 2:29:58.2 | +17:15.0   |        |
| 10.  | Miguel Barbosa       | Justino Reis      | Mitsubishi Lancer Evo IX | 2:30:44.8 | +18:01.6   |        |

| Predecesor: - | IRC 2012 | Sucesor: Canarias 2012 |